# Temporada 1990 del fútbol colombiano
La Temporada 1990 del fútbol colombiano abarcó todas las actividades relativas a campeonatos de fútbol profesional, nacionales e internacionales, disputados por clubes colombianos, y por las selecciones nacionales de este país, en sus diversas categorías.

## Torneos locales

### Categoría Primera A
|                                    |
| Bandera de Colombia                |
| Campeón América de Cali 7.º título |

#### Tabla de reclasificación
En la tabla de reclasificación se lleva a cabo la sumatoria de puntos de los clubes en todos los partidos del campeonato de primera división (incluyendo fases finales)—. En la misma se expresan los equipos clasificados de Colombia a los torneos internacionales de Conmebol para el siguiente año. Los cupos a torneos internacionales se distribuyeron de la siguiente manera:
- Copa Libertadores: Colombia 1 correspondió al campeón del Campeonato colombiano 1990 y Colombia 2 al subcampeón del Campeonato colombiano 1990, iniciando ambos su participación desde la Fase de grupos.[2]
- Supercopa Sudamericana: Atlético Nacional clasifica automáticamente por haber sido campeón de la Copa Libertadores 1989.

En esta tabla no se toman en cuenta los puntos de bonificación ya que ellos solo aplicaban para los Cuadrangulares Semifinales.
| Pos. | Equipo                 | Pts. | PJ | G  | E  | P  | GF | GC | Dif. |  |
| ---- | ---------------------- | ---- | -- | -- | -- | -- | -- | -- | ---- |  |
| 1    | América de Cali (C)    | 75   | 52 | 28 | 19 | 5  | 97 | 34 | +63  |  |
| 2    | Atlético Nacional      | 61   | 52 | 21 | 19 | 12 | 66 | 48 | +18  |  |
| 3    | Atlético Bucaramanga   | 60   | 52 | 24 | 12 | 16 | 64 | 58 | +6   |  |
| 4    | Independiente Medellín | 55   | 46 | 19 | 17 | 10 | 55 | 43 | +12  |  |
| 5    | Santa Fe               | 54   | 52 | 17 | 20 | 15 | 64 | 64 | 0    |  |
| 6    | Deportivo Cali         | 52   | 46 | 17 | 18 | 11 | 55 | 43 | +12  |  |
| 7    | Deportes Quindío       | 49   | 46 | 19 | 11 | 16 | 58 | 48 | +10  |  |
| 8    | Once Caldas            | 49   | 46 | 17 | 15 | 14 | 53 | 60 | −7   |  |
| 9    | Millonarios            | 41   | 40 | 14 | 13 | 13 | 51 | 43 | +8   |  |
| 10   | Deportivo Pereira      | 39   | 40 | 13 | 13 | 14 | 38 | 45 | −7   |  |
| 11   | Deportes Tolima        | 33   | 40 | 10 | 13 | 17 | 31 | 48 | −17  |  |
| 12   | Junior                 | 31   | 40 | 6  | 19 | 15 | 34 | 41 | −7   |  |
| 13   | Unión Magdalena        | 27   | 40 | 8  | 11 | 21 | 36 | 57 | −21  |  |
| 14   | Cúcuta Deportivo       | 24   | 40 | 6  | 12 | 22 | 22 | 59 | −37  |  |
| 15   | Sporting               | 22   | 40 | 4  | 14 | 22 | 30 | 63 | −33  |  |

 Fuente: Rsssf
|  | Club clasificado a la Copa Libertadores 1991 y clasificado a la Supercopa Sudamericana 1991 |
|  | Club clasificado a la Copa Libertadores 1991                                                |

| (C) | Campeón del Campeonato colombiano 1990. |

##### Representantes en competición internacional
| Clasificado como | Copa Libertadores 1991 | Supercopa Sudamericana 1991 |
| ---------------- | ---------------------- | --------------------------- |
| Colombia 1       | América de Cali        | Atlético Nacional           |
| Colombia 2       | Atlético Nacional      |                             |

## Torneos internacionales

### Copa Libertadores
| Equipo            | Fase final | Pts. | PJ | PG | PE | PP | GF | GC | Dif. | Rend.   |
| ----------------- | ---------- | ---- | -- | -- | -- | -- | -- | -- | ---- | ------- |
| Atlético Nacional | Semifinal  | 8    | 6  | 3  | 2  | 1  | 6  | 4  | +2   | 66.67 % |

### Supercopa Sudamericana
- Atlético Nacional estaba clasificado para la Supercopa Sudamericana 1990, pero fue excluido por la Conmebol tras las amenazas telefónicas recibidas por el árbitro uruguayo Juan Daniel Cardellino antes del partido de vuelta por los cuartos de final de la Copa Libertadores ante Vasco da Gama.[3]

## Selección nacional masculina

### Mayores
| Fecha         | Lugar                                         | Rival                  | Marcador            | Competencia            | Goles de Colombia                                |
| ------------- | --------------------------------------------- | ---------------------- | ------------------- | ---------------------- | ------------------------------------------------ |
| 2 de febrero  | Miami Orange Bowl Miami, Estados Unidos       | Uruguay                | 0 : 2               | Copa Miami             | Sin goles                                        |
| 4 de febrero  | Miami Orange Bowl Miami, Estados Unidos       | Estados Unidos         | 1 : 1 (9 : 8, pen.) | Copa Miami             | 25' Luis Alfonso Fajardo                         |
| 20 de febrero | Memorial Coliseum Los Ángeles, Estados Unidos | Unión Soviética        | 0 : 0 (4 : 2, pen.) | Copa Marlboro          | Sin goles                                        |
| 22 de febrero | Memorial Coliseum Los Ángeles, Estados Unidos | Chivas de Guadalajara  | 1 : 0               | Copa Marlboro          | 53' Alexis Mendoza                               |
| 17 de abril   | Memorial Coliseum Los Ángeles, Estados Unidos | México                 | 0 : 2               | Amistoso internacional | Sin goles                                        |
| 22 de abril   | Joe Robbie Stadium Miami, Estados Unidos      | Estados Unidos         | 1 : 0               | Amistoso internacional | Miguel Guerrero                                  |
| 4 de mayo     | Memorial Stadium Champaign, Estados Unidos    | Polonia                | 2 : 1               | Copa Marlboro          | 11' Carlos Enrique Estrada · 17' Arnoldo Iguarán |
| 6 de mayo     | Memorial Stadium Champaign, Estados Unidos    | Atlas de Guadalajara   | 0 : 0 (1 : 4, pen.) | Copa Marlboro          | Sin goles                                        |
| 26 de mayo    | Estadio Internacional · El Cairo, Egipto      | Egipto                 | 1 : 1               | Amistoso internacional | 83' Freddy Rincón                                |
| 2 de junio    | Népstadion · Budapest, Hungría                | Hungría                | 1 : 3               | Amistoso internacional | 60' Freddy Rincón                                |
| 9 de junio    | Estadio Renato Dall'Ara · Bolonia, Italia     | Emiratos Árabes Unidos | 2 : 0               | Copa Mundial de Fútbol | 50' Bernardo Redín · 86' Carlos Valderrama       |
| 14 de junio   | Estadio Renato Dall'Ara · Bolonia, Italia     | Yugoslavia             | 0 : 1               | Copa Mundial de Fútbol | Sin goles                                        |
| 19 de junio   | Estadio Giuseppe Meazza · Milán, Italia       | Alemania Federal       | 0 : 1               | Copa Mundial de Fútbol | 90+3' Freddy Rincón                              |
| 19 de junio   | Estadio San Paolo · Nápoles, Italia           | Camerún                | 1 : 2               | Copa Mundial de Fútbol | 115' Bernardo Redín                              |

#### Copa Mundial de Fútbol de 1990
| Equipo             | Pts. | PJ | PG | PE | PP | GF | GC | Dif. | Rend. |
| ------------------ | ---- | -- | -- | -- | -- | -- | -- | ---- | ----- |
| Selección nacional | 4    | 4  | 1  | 1  | 2  | 4  | 5  | −1   | 50 %  |

- Resultado final: Eliminado en octavos de final.

Grupo D
| Equipo                 | Pts | PJ | PG | PE | PP | GF | GC | Dif |
| ---------------------- | --- | -- | -- | -- | -- | -- | -- | --- |
| Alemania Federal       | 7   | 3  | 2  | 1  | 0  | 10 | 3  | 7   |
| Yugoslavia             | 6   | 3  | 2  | 0  | 1  | 6  | 5  | 1   |
| Colombia               | 4   | 3  | 1  | 1  | 1  | 3  | 2  | 1   |
| Emiratos Árabes Unidos | 0   | 3  | 0  | 0  | 3  | 2  | 11 | −9  |

| 9 de junio de 1990                          | Emiratos Árabes Unidos | 0:2 (0:0) | Colombia                   | Estadio Renato Dall'Ara, Bolonia                            |                                                             |
| 17:00 (CEST; UTC+2)                         |                        | Reporte   | Redín 50' · Valderrama 86' | Asistencia: 30.791 espectadores Árbitro(s): George Courtney | Asistencia: 30.791 espectadores Árbitro(s): George Courtney |
| Primera victoria de Colombia en un mundial. |                        |           |                            |                                                             |                                                             |

| 14 de junio de 1990 | Yugoslavia | 1:0 (0:0) | Colombia | Estadio Renato Dall'Ara, Bolonia                          |                                                           |
| 17:00 (CEST; UTC+2) | Jozić 75'  | Reporte   |          | Asistencia: 32.257 espectadores Árbitro(s): Luigi Agnolin | Asistencia: 32.257 espectadores Árbitro(s): Luigi Agnolin |

| 19 de junio de 1990                                   | Alemania Federal | 1:1 (0:0) | Colombia     | Estadio Giuseppe Meazza, Milán                          |                                                         |
| 17:00 (CEST; UTC+2)                                   | Littbarski 89'   | Reporte   | Rincón 90+3' | Asistencia: 72.510 espectadores Árbitro(s): Alan Snoddy | Asistencia: 72.510 espectadores Árbitro(s): Alan Snoddy |
| Primera clasificación de Colombia a octavos de final. |                  |           |              |                                                         |                                                         |

Octavos de final
| 23 de junio de 1990                                                                                           | Camerún          | 2:1 (0:0, 0:0) (t. s.) | Colombia   | Estadio San Paolo, Nápoles                                |                                                           |
| 15:00 (CEST; UTC+2)                                                                                           | Milla 106', 109' | Reporte                | Redín 115' | Asistencia: 50 026 espectadores Árbitro(s): Tullio Lanese | Asistencia: 50 026 espectadores Árbitro(s): Tullio Lanese |
| Camerún se convierte en la primera selección africana en alcanzar los cuartos de final de una Copa del Mundo. |                  |                        |            |                                                           |                                                           |